# Хорват, Елена
Елена Хорват (рум. Elena Horvat; род. 4 июля 1958[…], Luizi-Călugăra, Бакэу), в замужестве Опря (рум. Oprea) и Флоря (рум. Florea) — румынская гребчиха, выступавшая за сборную Румынии по академической гребле в 1970-х и 1980-х годах. Чемпионка летних Олимпийских игр в Лос-Анджелесе, чемпионка мира, обладательница серебряной и бронзовой медалей чемпионатов Европы, победительница и призёрка многих регат национального значения.

## Биография
Елена Хорват родилась 4 июля 1958 года в коммуне Луизи-Кэлугэра, жудец Бакэу, Румыния. Занималась академической греблей в Бухаресте в столичном гребном клубе «Стяуа».
Первого серьёзного успеха на взрослом международном уровне добилась в сезоне 1971 года, когда вошла в основной состав румынской национальной сборной и побывала на чемпионате Европы в Копенгагене, откуда привезла награду бронзового достоинства, выигранную в распашных рулевых восьмёрках. Год спустя на аналогичных соревнованиях в Бранденбурге стала в той же дисциплине серебряной призёркой.
В 1974 году на чемпионате мира в Люцерне выиграла бронзовую медаль в восьмёрках.
На мировом первенстве 1975 года в Ноттингеме в зачёте восьмёрок вновь получила бронзу.
Благодаря череде удачных выступлений удостоилась права защищать честь страны на летних Олимпийских играх 1976 года в Монреале — стартовала здесь в рулевых четвёрках и восьмёрках, показав в данных дисциплинах четвёртый и шестой результаты соответственно.
В 1977 году на чемпионате мира в Амстердаме финишировала в восьмёрках четвёртой.
На мировом первенстве 1978 года в Карапиро взяла бронзу в рулевых четвёрках.
В 1979 году на чемпионате мира в Бледе стала серебряной призёркой в зачёте безрульных двоек.
Находясь в числе лидеров гребной команды Румынии, благополучно прошла отбор на Олимпийские игры 1980 года в Москве. Была близка здесь к призовым позициям, в финале распашных безрульных двоек пришла к финишу четвёртой.
После московской Олимпиады Хорват осталась в составе румынской национальной сборной на ещё один олимпийский цикл и продолжила принимать участие в крупнейших международных регатах. Так, в 1981 году она побывала на чемпионате мира в Мюнхене, откуда привезла награду бронзового достоинства, выигранную в зачёте безрульных двоек.
На мировом первенстве 1982 года в Люцерне получила бронзу в распашных рулевых четвёрках.
В 1983 году на чемпионате мира в Дуйсбурге стала серебряной призёркой в безрульных двойках.
Одним из самых успешных сезонов в её спортивной биографии оказался сезон 1984 года, когда она представляла страну на Олимпийских играх в Лос-Анджелесе (будучи страной социалистического лагеря, формально Румыния бойкотировала эти соревнования по политическим причинам, однако румынским спортсменам всё же разрешили выступить на Играх частным порядком). На сей раз Елена Хорват стартовала в безрульных двойках совместно с Родикой Арбой — в финале обошла всех своих соперниц и стала олимпийской чемпионкой.
В 1985 году на мировом первенстве в Хазевинкеле одержала победу в зачёте безрульных двоек и на этом приняла решение завершить спортивную карьеру.